# アッツ島玉砕
『アッツ島玉砕』（アッツとうぎょくさい）は、太平洋戦争におけるアッツ島の戦いで玉砕した日本軍アッツ島守備隊員と、アメリカ軍との白兵戦を題材として、藤田嗣治が1943年に描いた戦争画。日本の戦争画の中で最もよく知られた作品の一つとされ、戦後は接収されて1951年にはアメリカ合衆国に移送されるが、1970年に無期限貸与という形で日本に戻り、東京国立近代美術館が保管している。

## 特徴

### サイズと画材
『アッツ島玉砕』は縦193.5センチメートル、横259.5センチメートル、人物画における200号サイズの油彩画である。戦争画を描くようになるまで、壁画を除いて藤田は150号を超える絵画を描くことはなかったが、軍からの要請を受けて描く戦争画は、公開、保存の観点から基本的なサイズが定められており、油絵の場合、人物画200号サイズとするとの資料が残っている。キャンバスの材料である麻布は軍需品の一つとされたため、戦時中、個人では質の良い大型のサイズのものは入手が困難になったが、藤田らは軍から規定の人物画200号サイズのキャンバスが配給されていたものと考えられる。
戦時中の物資不足の影響が顕著であったのが絵具であり、カーマイン、コバルトブルーなどは特に入手が困難となった。藤田が『アッツ島玉砕』以降、第二次世界大戦後期に描いた戦争画は茶系統、グレー系統を中心としたモノクローム風の色彩となっており、これは藤田に限らず他の戦争画家にも当てはまる特徴である。理由としては当時、入手可能な品質の高い絵具が茶やグレー系統に限られたためであると考えられている。

### 表現上の特徴
『アッツ島玉砕』の画面上部には雪を頂く山々、山の遠景として北の海と海に浮かぶ軍艦が描かれている。画面の中段から下部は戦闘シーンであり、アメリカ兵の多くは目を閉じた死体となって仰向けに積み重なり、その中で日本兵が銃剣や日本刀で勇猛に戦い、画面の下部にはところどころ紫色の花が描かれている。画面は暗い茶系統の色彩で統一され、奥行きに欠け平板に描かれている。その結果、敵味方入り混じった多くの兵士、山、海が全て繋がり、還元されて、それぞれが大地を構成する要素のごとく一体化するように描かれている。「アッツ島玉砕」は1942年以前の藤田の作品よりも遥かに暗く、これまでの立体的にバランスよく構成された作風からも対照的である。
一見敵味方がわからぬほどに絡み合い、混沌とした光景を描いている『アッツ島玉砕』であるが、実際にはいくつかの三角形のまとまりとして画面が構成されている。この三角形の構図を組み合わせるように画面を構成する手法は、ヨーロッパ絵画の基本的画面構成法である。そして日本兵が振るう銃剣は、鑑賞者の関心を惹きつける矢印のような役割を果たしている。藤田の高い描写力と画面構成力によって、絵画全体としてリアリティの高い群像表現を達成している。

#### 人物表現について
後述のように、藤田はパリで画家として成功を収めていた。パリでの長年の画家生活の中で、藤田は他の戦争画家よりも遥かに優れた描写力で西洋人を描く技術を身につけていた。『アッツ島玉砕』は日本軍とアメリカ軍が入り乱れる混沌とした状況を描きながらも、両軍を的確に描き分ける藤田の描写能力によって、単なる無秩序な光景ではなく日米両軍の死闘を描く絵画として成立した。
戦闘行為の描写の特徴としては、20世紀の戦闘を描いた絵画でありながら機関銃などの近現代兵器は描かれず、銃剣や日本刀を手にした兵士が敵に対して白兵戦、肉弾戦を挑んでいることが挙げられる。つまり『アッツ島玉砕』は古典的な戦闘シーンを描いている。これは藤田が単なる記録画としての戦争画ではなく、芸術的に優れた作品を描こうとしたためであると考えられ、画面下端に描かれた紫色の花も、やはり『アッツ島玉砕』を記録や報道レベルのものに終わらせまいとする意欲の表れであると見られている。また、『アッツ島玉砕』の日本兵が銃剣や日本刀で白兵戦、肉弾戦を挑む描写は、西洋文明に対峙する形で日本を際立たせる表現でもあった。
『アッツ島玉砕』のような玉砕図の描写に執心した背景として、藤田がとっくみ合いのモチーフを持っていたためであるとの説がある。第二次世界大戦期の後半、藤田が描いた戦争画はいわばとっくみ合う兵士たちの群像であり、これは藤田が持つ日本の原像が「祭りのようなたくましい空間」であり、戦争も、祭りにおけるケンカの延長線上と見なす藤田の感覚から生み出された表現であると見なしている。

## 藤田嗣治の画業と戦争画
『アッツ島玉砕』の作者、藤田嗣治は1886年に東京市に生まれた。父、藤田嗣章は陸軍軍医であり、日清戦争、日露戦争に従軍し、1912年には軍医総監となる。藤田の父が軍医として最高位にまで登り詰めた経歴を持っていたことが、戦時中「報国」の理念を強調し、戦争画を描くようになった動機の一つであったと考えられる。
幼い頃から絵画に強い関心を持っていた藤田は、東京美術学校の西洋画科を経て1913年にフランスに留学する。フランス留学翌年の1914年、第一次世界大戦が勃発する。開戦後パリ在住の日本人の多くが帰国やイギリス等への避難、地方疎開をしてパリを離れたが、藤田は戦時下のパリに留まる。後に藤田は「私ほど戦に縁のある男はない」と語っているが、藤田の人生に戦争は大きな影響を与えることになる。
1920年代、藤田は磁器を思わせる白地で女性を描くスタイルでパリで画家として成功する。1920年代後半、パリを囲むティエールの城壁が撤去された跡地に国際大学都市の建設が始められた。薩摩治郎八は新設される国際大学都市に日本人留学生のための学生寮を寄贈する。1927年以降、藤田はその国際大学都市の日本人学生寮である日本館の壁画作成に携わるようになる。1929年に日本館は落成し、藤田が手掛けた壁画が展示された。また1929年には藤田は連合国退役軍人クラブの壁画作成も行っている。
藤田は国際大学都市日本館の壁画作成に当たり、様々な人体デッサンを繰り返していた。その人体デッサンは後の作品制作に生かされることになった。やがて人体デッサンを型として把握すると、モデルを使わず自ら会得した型を当て嵌めていくように作品制作を行っていくようになる。また壁画作成の中で大画面に群像を描く作品制作に関心を強めていく。
1929年の世界恐慌後は、経済情勢の悪化の影響もあって、パリを拠点とした生活を離れてまずアメリカ合衆国、中南米を周遊し、1933年11月に日本に帰国。その後は東京を拠点として日本やアジア各地を巡るようになった。この時期の藤田の作品では多くの人種を描かれており、パリ時代に西洋人の人物画に習熟した藤田は、アメリカ、中南米、更に日本やアジア各地を巡る中で、各人種の特徴を描く技術を手に入れることになる。
東京に拠点を置くようになった藤田は、注文を受けて壁画を描くようになる。壁画の受注をこなすようになった藤田は、これまでは時間をかけて丁寧に絵を描いてきたものが、限られた時間の中で作品を速成するようになった。藤田は壁画に富裕層のコレクションとして蒐集されるような絵画ではなく、多くの人々に美術に触れる機会をもたらし、大衆に奉仕する芸術作品としての役割を期待していた。また施主の注文を受けて制作する壁画は、どうしても施主の意向を反映した作品にせざるを得ない。また壁画制作を続けるうちに、藤田は大画面に多くの人々を描く表現力、構成力に磨きをかけることになる。
パリでは主に白人女性をモチーフとしていた藤田であったが、1936年にはフランス人の妻マドレーヌが亡くなり、絵画の主題はアジア系の男性が主体となっていく。そして壁画制作で培われた大画面に多くの人々を描く表現力、構成力と、芸術の公共性に対する藤田の関心は、戦時体制が強化されていく中で戦争画の制作に繋がっていくことになる。　　
1937年7月、日中戦争が始まると、画家たちの中から自発的に絵画制作のための従軍を申し出る動きが出る。画家たちの従軍志願の希望は強く、1939年春までには延べ300名の画家が従軍した。一方で日中戦争開戦後、壁画の注文は激減し、藤田は絵画活動の転換を余儀なくされる。そのような情勢下、藤田は自発的な従軍ではなく、戦時下の風俗である千人針を描いた絵画を1937年9月に発表する。
藤田は1938年9月に海軍、翌10月には陸軍から戦地取材を命じられ、中国の日中戦争の戦場に向かった。中国との戦いが当初の短期戦との見込みが外れ、長期戦の様相を示しだす中、陸海軍は画家や作家、作曲家らを戦場へと送り込み、国民の戦意高揚のための作品制作を推進するようになっていた。一か月余りの中国の戦地取材から帰国後、藤田は取材をもとに戦争画を制作する。この時に制作した戦争画は、戦地を取材したにもかかわらずその評価は高くない。
中国から帰国し、初の戦争画を仕上げた後の1939年4月、藤田はパリへ向かう。パリ到着後まもなく第二次世界大戦が始まり、翌1940年春にはドイツ軍がフランスに侵攻し、藤田はパリ陥落直前に日本への帰国の途に就く。日本に帰国した藤田は、荻洲立兵予備役陸軍中将の依頼を受け、ノモンハン事件の戦争画制作に取り組むことになる。荻洲はノモンハン事件の現地指揮官であったが、事件の責任を取る形で予備役に編入されていた。この依頼は荻洲の個人的な依頼であり、画料も予備役編入時の下賜金から捻出したと伝えられている。そのためノモンハン事件の絵画制作に賭ける荻洲の期待は大きく、藤田は荻洲の口利きで現地取材を行った。また戦闘に関する情報を提供し、武器や兵装などの絵画描写にも正確さを要求し、若い兵士にモデルをさせたりもした。
藤田は荻洲の依頼により『哈爾哈河畔戦闘図』を描いたが、もう一枚ノモンハン事件を題材とした絵画を制作していたと伝えられている。このもう一枚の絵画は広大な草原を舞台に、ソ連軍が戦車から日本軍に容赦なく銃弾を浴びせかけ、更にはソ連戦車に日本兵の遺体が踏み潰されていくという、ソ連軍に蹂躙される凄惨な場面を描いたものとされている。藤田はごく親しい人にのみその絵画を見せ、作品の出来に自信を持っていたという。当時からノモンハン事件を描いた作品が藤田の戦争画家としての地歩を固めたと評価され、近藤史人も二枚のノモンハン事件を描いた絵画が、藤田の本格的な戦争画家としてのデビューであると評価している。また田中日佐夫はソ連軍に蹂躙されるもう一枚のノモンハン事件を描いた絵画について、藤田の「少々異常なばかりの残酷図好み」があったと指摘している。
戦争画は実際の戦闘の記憶が冷めやらない時期に、観衆に臨場感を伝えることが重要であったため、極めて短期間のうちに絵を描き上げることを要求された。また軍の要請に従って描かれる戦争画は、展示保存を考慮して日本の油彩画としては大型のサイズであった。前述のように壁画を描くようになった後の藤田は絵を早描きするようになっており、1942年に制作した『シンガポール最後の日』は26日、『十二月八日の真珠湾』は2週間で完成させた。また藤田は長年絵画の様々な技法を磨いており、依頼主の様々なオーダーに対応できるようになっていた。

## 制作

### 戦争画制作への没頭

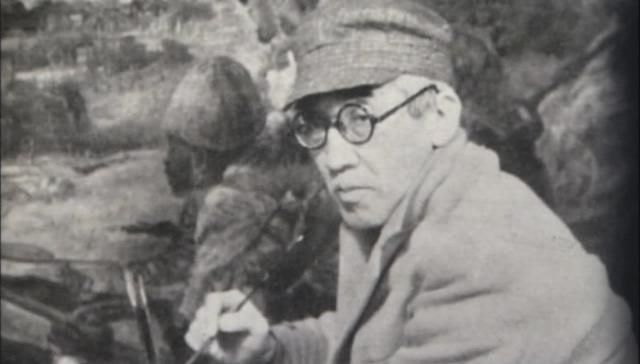
戦時中の藤田嗣治

藤田の他に戦争画の制作で評価が高かった画家に、小磯良平や宮本三郎らがいた。小磯や宮本らは戦場で撮影された報道写真をアレンジしたような作風であり、第二次世界大戦参戦後しばらくの間、日本軍の快進撃が続いている期間は優れた作品を制作していた。しかし1942年6月のミッドウェー海戦の敗北後、戦況は悪化し日本は守勢に立たされる。日本軍が快進撃を続けている間は報道写真が手に入りやすかったものが、守勢に立たされ敗退が続くようになると入手が難しくなっていく。その結果、小磯や宮本らの制作活動は精彩を欠くようになる。
ところが藤田は日本が敗退を続ける頃になって戦争画制作に没頭し、大胆な目を見張るような表現を取り入れた絵画を制作するようになる。藤田が戦争画制作に没頭するに至ったのは、他の多くの戦争画家が若手の画家であったのに対し、藤田は50代後半の戦争画家として最高齢に近かったことが理由の一つとして挙げられている。もはや若くない藤田としては、画家生活のある意味集大成として戦争画に全力投球せざるを得なかった。
1941年12月に日本が第二次世界大戦に参戦して約1年後くらいから、藤田は戦争画制作に極めて積極的な意見を表明するようになっていた。1943年2月、雑誌『改造』に「欧州画壇への袂別（べいべつ）」を発表し、画家として修業の場であり、活躍の場であったフランス画壇からの決別を宣言した上で、「大東亜の盟主日本国こそ大文化の中心となってすべて芸術中心地となることの疑いない」「画人間からも日本史上に傑出した巨匠を生んで、画壇の上で世界を征服しなければならぬ」との自説を唱えた上で、「私はあくまでもあるときは率先し、またある時は後押しとなってこの一大画業に邁進する覚悟」を訴えた
また同じく1943年2月に『新美術』誌上で発表した「戦争画について」では、「私の四十余年の画の修行が、今年になって何のためにやってきたか明白に判ったような気がした……今日腕を奮って後世に残すべき記録画の御用をつとめ得ることの出来た光栄をつくづくと有り難く感ずる……絵画が直接にお国に役立つということは、なんという果報な事であろう」と書いた上で、「日本にドラクロア、ベラスケスのような戦争画の巨匠を生まねばならぬ」と主張した。ドラクロア、ベラスケスのような戦争画の巨匠を生まねばならぬとの藤田の言葉は、単に戦争を記録するのみならず、ドラクロア、ベラスケスに倣って、芸術性の高い戦争画を制作していこうとする藤田の意欲の表れであった。

### アッツ島の戦い

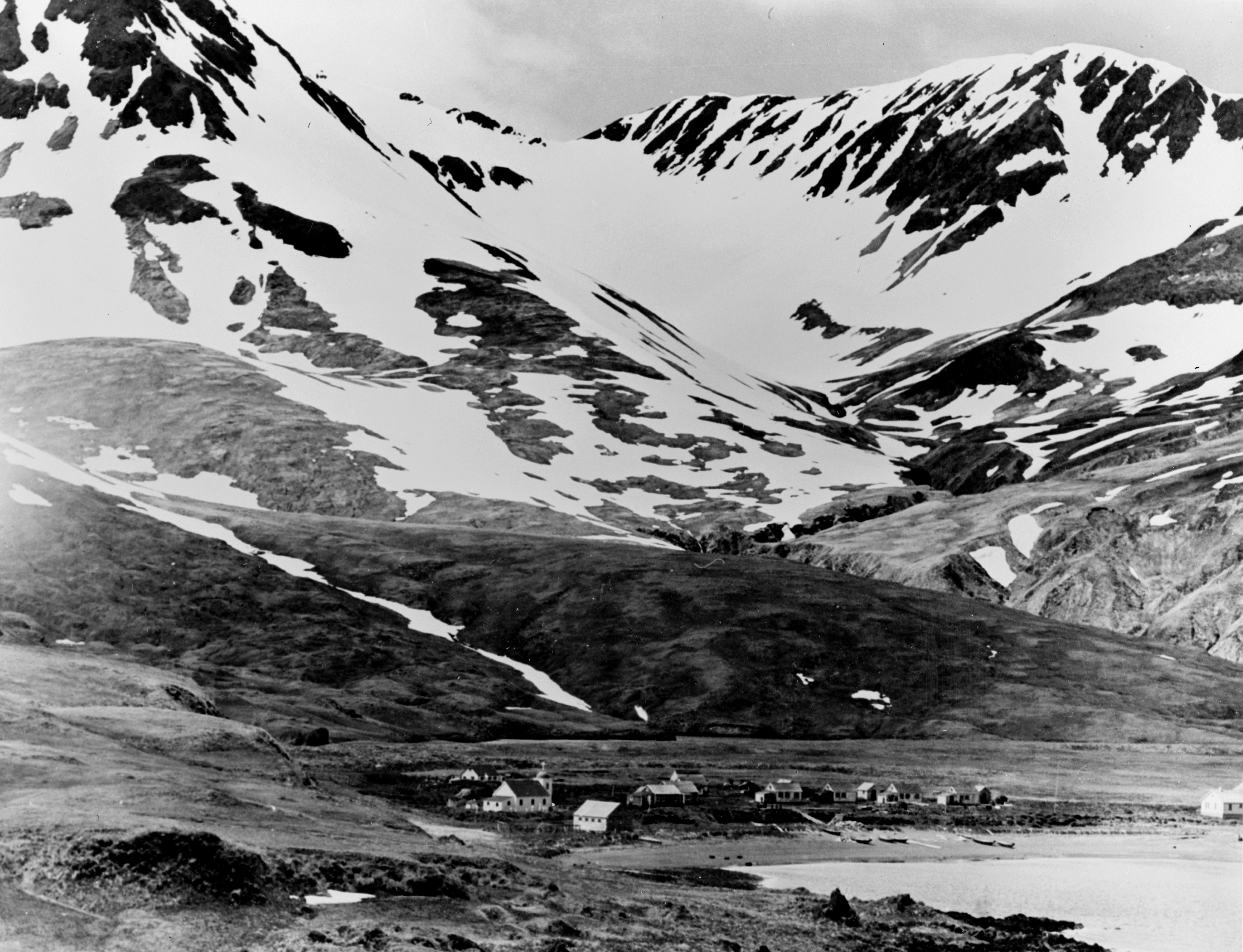
1937年のアッツ島

大本営はミッドウエー作戦と並行してアリューシャン列島の一部を占領する作戦を立案した。ミッドウエー海戦は日本の敗北に終わったが、アリューシャン諸島は1942年6月7日にキスカ島、6月8日にはアッツ島を占領した。ミッドウエー海戦に勝利したアメリカ軍は、アッツ島、キスカ島に対して空爆、艦砲射撃を行った。アメリカ軍の攻撃を受け、アッツ島の守備隊はいったんキスカ島に移動したが、1942年10月、新たな部隊がアッツ島に再上陸する。アメリカ軍の攻撃のため、補給が十分行い得ない中、1943年4月18日に潜水艦に乗って山崎保代大佐がアッツ島守備隊の部隊長として赴任する。
執拗に続くアメリカ軍の攻撃のため、補給は断たれ、栄養状態は悪化していった。アメリカ軍は1943年5月12日、キスカ島と比べて攻略が容易と判断されたアッツ島に上陸を開始した。島内ではアメリカ軍に対して必死の抵抗が続いていたが、大本営はアッツ島守備隊の増援を断念し、5月23日には最後に至らば潔く玉砕するよう命令された。翌日、昭和天皇からの激励のお言葉が伝えられたが、守備隊の食糧、弾薬は尽きかけていた。5月29日には山崎隊長は大本営に最後の電報を送った後、残存部隊を率いてアメリカ軍に最後の攻撃を敢行し、玉砕した（アッツ島の戦い）。
第二次世界大戦参戦後、日本陸海軍は競うように重要な戦死者を称揚、神格化していく。まず海軍は真珠湾攻撃で戦死した9名の特殊潜航艇乗組員を九軍神として称揚する。すると陸軍は海軍に対抗するかのように航空隊の指揮官、加藤建夫を軍神として神格化した。このような流れの中、アッツ島守備隊の玉砕は楠木正成の湊川の戦いになぞらえるように賞賛され、山崎部隊長以下アッツ島守備隊員たちは軍神部隊とされ、「皇軍の神髄ここに発揮」「アッツの忠魂に続け」「アッツの復仇」が盛んに唱えられた。そしてアッツ島守備隊を称える曲や書物が次々と発表され、奈良岡正夫、三輪孝、山田貞実らがアッツ島の戦いを題材とした絵画を制作している。

### 制作の動機と期間
藤田はアッツ島玉砕をテーマとした絵画を2つ制作している。『アッツ島玉砕』と、1943年秋の靖国神社臨時大祭に合わせて陸軍美術協会が発行した小冊子『靖国之絵巻』に掲載された『アッツ玉砕 軍神山崎部隊の奮戦』である。ともに1943年の8月から9月にかけて、ほぼ同時期に描かれたと推定されているが、双方の作風には大きな差が見られ、『アッツ玉砕 軍神山崎部隊の奮戦』の方は誇張された表現が目立つ、とっくみ合いを描いたかのような作品である。
これまで『アッツ島玉砕』は藤田が自主的に制作を進め、陸軍に献納したものと考えられてきた。藤田は『アッツ島玉砕』を陸軍ではなく秋田県在住の支援者、平野政吉に寄贈する予定であったとの話も伝わっている。『アッツ島玉砕』は1943年9月、東京都美術館で開かれた「国民総力決戦美術展」で公開され、同月下旬からは北海道各地と青森市、岩手県盛岡市を巡回した。藤田は東京会場で絵の横に立ったほか、巡回に合わせて北海道を訪問。その帰途、秋田へ立ち寄って平野に三度面会した。藤田は平野に日本の敗戦が必至であると語っていた。平野は、画家として藤田に弟子入りしていた末弟の弘を戦争で失っていたほか、藤田の美術館をつくろうと構想しており、弘の慰霊もあって『アッツ島玉砕』を秋田に置こうとしていたというのが、村上昌人（平野政吉美術財団理事）の見解である。
しかし1943年8月19日付の木村荘八宛の手紙の中で、藤田は1944年開催予定の陸軍美術展へ出展するために陸軍から依頼されたとしている。陸軍としては戦争画制作で実績がある藤田に依頼することで、玉砕したアッツ島守備隊の顕彰、神格化を進め、国民の戦意高揚に役立てようとしたものと考えられる。藤田が『アッツ島玉砕』の制作を手掛ける1943年夏には、前述のように宣伝の効果によって世論は玉砕したアッツ島守備隊を神格化していた。そのような世論の動向を注視しながら、藤田は絵画制作を進めていくことになる。
藤田は現地のアッツ島に行ったことはない。またアッツ島守備隊員は玉砕しているため、部隊や戦闘に関する写真、映像資料は極めて限定された状況下で制作が行われたものと考えられている。アッツ島についての写真や映像資料は、陸軍報道班員でアッツ島で約2か月間撮影に従事した杉山吉良から提供されたとの証言がある。藤田は1943年9月の札幌訪問時、北海道新聞社で、軍の嘱託としてアッツ島に渡った経験がある彫刻家加藤顕清から現地の植物や気候風土などについて、軍からは突撃戦法について学んだことを語っている。加えて藤田はこれまで蓄積してきた人物デッサンのスタイル、画面の構成力を駆使し、更に戦闘を描いた西洋美術の古典作品を参考にしながら制作を進めた。実際の制作過程では最初に全体的な構想を練り、それから相互関係を考えながらそれぞれの事物の配置を決めると、すぐに各事物の詳細な描写に取り掛かった。
前述の木村荘八に宛てた手紙の中で藤田は、7月22日から外出を一切せずにアッツ島での玉砕とソロモン海海戦の絵画制作に没頭していると書いている。新聞報道の中で藤田は『アッツ島玉砕』を、8月初旬から描き始め、アッツ島守備隊の月命日にあたる8月29日に完成させたと語っている。2作を同時並行で制作していることを考慮すると、アッツ島玉砕は正味半月程度の制作期間で完成したと考えられている。『アッツ島玉砕』制作は、藤田が描いた戦争画の中でも速いものの一つであった。
木村への手紙の中で、藤田は画室に閉じこもり、招待もすべて断り、映画を見にも行かずに描き続けたとしている。また「どうかして私は一生の中、これより描けぬと言う、すっかりの力を出した画を一枚でもいいからかいて見たいと思ってます」とも語っていた。新聞も面会謝絶の上、斎戒沐浴して毎日12時間から13時間、ぶっ通しで描き続けたと報道している。また別の新聞報道によれば、藤田は自分が描いている『アッツ島玉砕』のあまりの物凄さに我ながら怖くなって線香をあげたと語っており。また完成後、ろうそくの明かりのもとで線香をあげてアッツ島守備隊員の冥福を祈ったところ、絵の中央部に描かれている山崎部隊長や他の兵士らが藤田に笑いかけたとの逸話も残っている。
藤田が『アッツ島玉砕』を完成させた8月29日、山崎保代守備隊長と守備隊に感状が出され、山崎守備隊長は2階級特進して中将に進級したことが報道される。30日の新聞では山崎を軍神と称揚する記事が掲載される。このような中で藤田は、報道陣に絵の完成を公開し、8月30日には陸軍省に絵の献納手続きを済ませ、8月31日の新聞各紙は藤田の『アッツ島玉砕』の完成を報じた。そして9月1日から開催された「国民総力決戦美術展」に『アッツ島玉砕』が出品された。これは翌1944年の陸軍美術展出展予定であったものを早めたことになる。完成した『アッツ島玉砕』は、藤田が壁画制作を開始した1920年代後半以降取り組んできた大画面における群像表現の到着点であった。

## 戦時中の公開
戦争画で玉砕をテーマとした絵画は『アッツ島玉砕』が初めてであった。藤田の妻、君代の証言によれば、完成した『アッツ島玉砕』を検分した陸軍担当者は絵の内容を疑問視して、「国民総力決戦美術展」の出品許可が得られるまで手間取ったという。戦時中『アッツ島玉砕』の内容について疑念を持ったのは陸軍ばかりではなかった。石井柏亭は『アッツ島玉砕』以降、多くの画家が描くようになった玉砕、死闘をモチーフとする絵画について、その内容に軍部が首をひねったと紹介した上で、このような絵画が士気の鼓舞や敵愾心を喚起し得るのか疑問を呈し、皇軍将兵の忠勇を感じるよりも悪寒を覚えさせる恐れがあると指摘し、遺族らに厭わしき連想を起こさせる恐れがあると主張した。
『アッツ島玉砕』のモチーフは日本軍の絶望的な状況下での死闘である。このような絵画は国民の士気を削ぐのではないかとの懸念はもっともであった。しかし公開された『アッツ島玉砕』は多くの観衆の共感を呼ぶ。前述のようにアッツ島守備隊員の玉砕後、守備隊員を称える報道が繰り返されていた。その最中に公開された『アッツ島玉砕』は、疑似的なものではあるが視覚的に玉砕場面を追体験する効果がもたらされたのである。
野見山暁治は「国民総力決戦美術展」会場で『アッツ島玉砕』の脇に作者の藤田が国民服姿で直立し、絵の前に置かれていた賽銭箱に賽銭が投じられるたびに深々とお辞儀していた姿を回想している。「国民総力決戦美術展」は好評により会期が3日間延長され、その後、北海道、東北地方を巡回する。これは玉砕したアッツ島守備隊員の大多数の故郷が北海道、東北であり、遺族らに観覧の機会を与えることを考慮したものと考えられている。札幌三越での展示は、アリューシャン方面の戦いを指揮した北部軍司令官樋口季一郎も見入り、「あの軍刀を突き出して叫んでおられるのが山崎部隊長ですか」「あゝこれはアッツ櫻だね」などと語った。『東奥日報』では忍び泣きながらいつまでも立ち去りがたく『アッツ島玉砕』を見続ける遺族の姿が報じられた。また絵を見た人々からは「憤激と敵撃滅の誓いを新たにした」「このかたき撃たんと奮起した」などの感想が寄せられた。
藤田自身も青森市で巡回展示された際、『アッツ島玉砕』を前に跪き、両手を合わせて祈っている観客や、画中の人物に賽銭を捧げ供養していた老人たちの姿を見たという。藤田は生まれて初めて自分の絵がこれほどまでに人々に感銘を与えたことに驚き、「この絵だけは、数多く描いた画の中の最も会心の作」との自負を持った。大衆に受け入れられる絵画を描くことを目標としていた藤田の願いは、このような形で叶えられた。また絵に賽銭を投じられたり、跪き祈りながら鑑賞している観客がいたということは、戦時中『アッツ島玉砕』は殉教を描いた宗教画のような扱いを受け、玉砕した兵士らの供養碑のような役割を果たしていたことを示している。

## 戦後の『アッツ島玉砕』

### アメリカへの移送と引き渡し
戦後まもなく、戦争画を描いた画家の中で最も知名度が高く、軍部との密接な繋がりが知られていた上に声高な戦争画に関する言論を繰り広げていて、しかも描いた戦争画のインパクトも強かった藤田に対し、戦時中の言動に関する批判が集中する。
終戦時、『アッツ島玉砕』は岐阜県高山市で保管されていた。アメリカ戦争省は1945年10月末には、メトロポリタン美術館で開催を予定した日本征服展に日本の戦争画を展示すべく藤田らに戦争画蒐集を依頼した。藤田はアメリカ側からの依頼を快諾した。戦争画蒐集活動の一環として、1945年11月末に藤田は高山市で『アッツ島玉砕』を回収する。1945年12月の新聞報道によれば、藤田は自らが描いた戦争画が世界のひのき舞台に出ることを喜び、戦争画を描いたドラクロワと並べてみて更に勉強しなければならないと述べていた。藤田は『アッツ島玉砕』の署名を漢字と皇紀の「嗣治 2603」から、ローマ字と西暦の「T.Fujita 1943」と書き換えた。サインの書き換えについてはアメリカ等海外での公開に備えたものであるとの説が唱えられている。
しかしアメリカでの戦争画の展覧会は実現しなかった。『アッツ島玉砕』を始めとする蒐集された戦争画は東京都美術館に集められたが、1946年8月から9月にかけて占領軍関係者に公開された以外、保管されたままの状態が続いた。結局1951年7月26日、『アッツ島玉砕』始めとした戦争画は箱詰めにされた上でアメリカへ移送された。
やがて戦争画の返還を求める動きが始まった。日本側とアメリカ側との交渉の結果、アメリカ側の法的問題をクリアし、議会対応の必要性も無い上に、日本側の返還要求にも応えられる「無期限貸与」という形で戦争画を引き渡すことで合意した。アメリカ側から引き渡しを受けた戦争画は、1970年4月9日に東京国立近代美術館に収蔵された。こうして日本へ「無期限貸与」された戦争画は153点だった。

### 遅れた公開
日本に戻ってきた『アッツ島玉砕』であるが、その公開は遅れた。まず戦時中に描かれた戦争画全般に関わる問題があった。アメリカで保管されていた戦争画の保存状態が悪く、その修復に6年間かかった。修復が終わった1977年、東京国立近代美術館の新収蔵作品展の中で戦争画約50点が展示されることになったが、直前になって中止された。戦争画の公開は諸外国との外交問題になり兼ねず、軍国主義の復活に繋がることなどが懸念された。その一方で戦争画の中には傑作もあり、美術史に位置付けていくことは重要であるとして公開すべきとの意見も強かった。結局、東京国立近代美術館は一括して公開という形ではなく、常設展示や企画展の中で少しずつ展示公開していくという一種の折衷案を取った。
また藤田の個人的事情が公開を阻んだ。前述のように戦後、戦時中の言動に対する批判が集中した藤田は、1949年3月10日に日本を離れアメリカに向かい、その後フランスへ行き、二度と日本へ戻ることは無かった。藤田は常々「私が日本を捨てたのではない、捨てられたのだ」と妻、君代に話していたという。1968年1月29日に藤田は亡くなるが、戦後のいきさつを見ていた君代は日本の美術界に対する抜きがたい不信感を持ち、藤田を紹介する著作や展覧会の中で、戦争画に関する部分については公開を拒否し続けた。

### 観衆からの評価の逆転
2006年、東京国立近代美術館で「生誕120年藤田嗣治展 パリを魅了した日本人」が開催された。展覧会を企画した尾崎正明は藤田君代と20年来の付き合いがあり、尾崎の粘り強い説得の結果、君代は展覧会に『アッツ島玉砕』など藤田が描いた戦争画の出展を認めた。これが藤田に関する回顧展での『アッツ島玉砕』初公開となった。
「生誕120年藤田嗣治展 パリを魅了した日本人」で『アッツ島玉砕』を見た観客からの感想のほとんどは「感動した」「戦争の悲惨さが実によく伝わってくる」「藤田の兵隊さんを悼む気持ちがよくわかる」といったものであった。つまり戦時中に『アッツ島玉砕』を見た観客の感想とは正反対の、反戦のメッセージを受け取る人々が大多数であった。

## 評価

### 戦時中の評価
『アッツ島玉砕』の発表後、美術史家の大口理夫は、絵の大部分が平板的な戦闘人物で埋め尽くされながら、日本兵と米兵が巧みに区別して描かれ、山崎部隊長を始めとする人物を高い描写力で描き、それら個々の優れた人物描写から絵全体の迫力に繋げる構成力も優れていると賞賛した。そして全くの空想画でありながら痛切な実感を伴う「アッツ島玉砕」は、藤田の逞しい絵画的技量、対象を最後まで描写して止まない、全身画家ともいうべき徹底した画家魂が見られると評価した。美術評論家の四宮潤一も、絵を実見していると玉砕報道後に感じた衝動が改めて伝わってくるとして、これは藤田独自の細かい描写によって、凄まじい激闘を描き尽くした表現力の高さによるものであると評価した。
その一方で、美術評論家の今泉篤男は、藤田のものの姿を描き出す執着の強さを指摘し、この執着こそが絵画芸術の根幹を支えているものであると評価した上で、藤田の戦争画は主として視覚面や技法面での進化は見られるものの、内面的なものの変化、深化に欠けるとした。藤田の戦争画に内面的なものに欠けるとした意見は他に美術評論家の尾川多計が、藤田の戦争画は技術家としての腕に頼ったもので、民族的自覚や日本精神の発露といったような明確な思想や哲学的な啓示に欠け、本質を見極めることなく傍観者的、やじ馬的共感による好戦性に終始し、戦争に関していわば子どものように単純、無条件な共感を持ちながら描いたもので、人間性から逸脱した非人間的な作品であり、本当の芸術家によるものではなく熟練工の作品であるとの指摘があった。

### 戦後の評価
『アッツ島玉砕』は最もよく知られた戦争画の一つであると評価されている。美術の窓1991年9月号に、評論家、美術関係者、ジャーナリストの計58名による戦争画に関するアンケートが掲載された。アンケートの中で約8割が戦争画の中で芸術的に評価できる作品があると回答し、評価する戦争画家のトップは藤田嗣治、そして評価できる作品としては宮本三郎の『山下・パーシバル両中将会見図』、中村研一の『「コタ・バル』、藤田の『アッツ島玉砕』『サイパン島同胞臣節を全うす』、小磯良平の『娘子関を征く』が挙げられた。
椹木野衣は、戦前期の今泉篤男、尾川多計による評価のように、藤田の戦争画には意外なほど内面を感じさせるものがなく、『アッツ島玉砕』は凄惨な光景を描きながらも意外とすっきりしていると評価している。また椹木は『アッツ島玉砕』はある意味超現実的な次元に達していて、「密室における大量猟奇殺人」を思わせる描写は、戦争の記録、戦闘の美化という戦争画本来の描写を通り越し、純粋な加害者意識の塊となって制作したように見えるとしている。その結果として軍部が目指す聖戦美術としての戦争画に期待された、歴史、美、正義の無意味さをその土台から暴き出していると評価する。
戦前期の藤田の戦争画に関する評価の中に、暗さや異常性への好みが見られるとの評価があり、前述のように田中日佐夫も藤田の残酷図好みを指摘しているが、菊畑茂久馬は『アッツ島玉砕』は藤田の最高傑作で名作中の名作と称賛し、地獄の怨霊まで寒からしめると評した上で、「殺戮の大画面に歓喜の声々をあげ」「画室は殺戮者が日ごと夜ごと訪ねて来て、彼（藤田）の職人的描写の筆に触れられて恍惚の悲鳴をあげていた」とした。針生一郎の『アッツ島玉砕』の評価は「凄愴苛烈な殺し合いの光景をこれでもかこれでもかと書き込みながら、作者の魂は全く関与していない」とした上で、「嗜虐的な興味に駆られてむごたらしい場面を描き」「その評価を偏執狂的に楽しんでいた」と、内面性の無さと嗜虐性について指摘している。米倉守は知人のアメリカ人の「藤田は負けたけど彼の絵画は勝った」との言葉を紹介した上で、藤田は「技術を駆使して単に記録画ではない人間の地獄絵図」を描こうとし、「狂うようにのめりこんでいった唯一の（戦争画の）絵描き」と評価している。
大塚英志は藤田の戦争画制作への転換は、純粋に技法的な書き換えレベルのものであり、非政治的な始末が悪い純粋さによるものであるがゆえに、逆に容易かつ躊躇なく政治的なものに染まってしまったと評した。そして「アッツ島玉砕」を始めとする玉砕図は、無邪気にあからさまな凄惨さを描く衝動に従って描いており、その結果として「度が過ぎた」戦争画として結実したがゆえに、戦時中は戦意高揚絵画として受け入れられたものが、戦後は逆に観衆に反戦のメッセージを受け取られたと分析している。
画家の会田誠は『アッツ島玉砕』『サイパン島同胞臣節を全うす』を極端なパッションとモチーフの選び方が突出していると評価し、『アッツ島玉砕』は日本人や戦争や歴史や人類のどうしようもなさのようなものを描き、戦場の一場面を切り取った戦争画ではなく、もっと無限定な広いものを表現しようとした作品として捉えた。

#### 戦争責任に関する見解
司修は、藤田の『アッツ島玉砕』『サイパン島同胞臣節を全うす』は異彩を放っており、みごとな才能であると認めながら、絵を通じて敵愾心をあおり戦意の高揚をもくろんだ点は、他の戦争画と同様であると指摘している。徐京植は『アッツ島玉砕』を描いた藤田は、嬉々として地獄絵図を描いた「絵描きオタク」であり、職人的技量は認められるものの、一流の芸術とは言えないとした上で、「絵描きオタク」の戦争責任を明確にすべきであると主張している。
一方、現実問題としてほとんど全ての画家は戦時中は戦争画制作に手を染めており、少なくとも戦後、藤田に戦争責任問題の批判が集中したのは不公平であるとの意見があり、針生一郎は前述の内面性の無さと嗜虐性についての指摘の後に、戦後、藤田に代表される戦争画家の「荒廃した内面」を直視した上での再出発をしようとせず、機械的に藤田の戦時中の言動を指弾して戦争画をタブーに押し込め、臭いものに蓋をするかの如く自己改革の道を閉ざしたと指摘している。

#### プロパガンダに関する見解
前述のように軍部は当初『アッツ島玉砕』が果たして戦意高揚に結びつくのか疑問視していた。しかし藤田は絵画は文脈によって受け取られるものなのだという表現のメカニズムを知り尽くしていた。また藤田は軍部を上回るプロパガンティストでもあり、制作時に喧伝されていたアッツ島守備隊を賞賛し、神格化する文脈に『アッツ島玉砕』を乗せていくようメディアを上手く利用する。前述した斎戒沐浴して制作に臨み、自らが描く絵のあまりのもの凄さに線香をあげたという談話などや、月命日にあたる8月29日に絵が完成したという報道は、藤田のメディアコントロールの一環である。美術史研究者の河田明久（千葉工業大学教授）は、『アッツ島玉砕』完成日をアッツ守備隊の月命日である29日に選び、さらにそれを新聞に報道させたうえで、作品を陸軍に献納して下賜を受けることで軍公認の作品とした藤田の戦略性を指摘。『アッツ島玉砕』は芸術作品でもあり、プロパガンダでもあったとの見解を示している。
殉教をむごたらしく描くキリスト教絵画がその状況を招いた迫害者に対して非難の矛先が向かうように、『アッツ島玉砕』で描かれた玉砕した兵士たちは単なる戦死者としてではなく、大義に殉じた英雄として称賛されていわば殉教者のごとく見なされ、アメリカに対する敵愾心を燃え上がらせた。このような文脈で鑑賞される限り、描かれた凄惨な光景は兵士たちを貶めることなく、むしろその聖性を高める効果をもたらした。
文脈によって絵が受け取られていくことは、戦後になって観客からの『アッツ島玉砕』の受け取られ方が180度変わってしまったという点に繋がっていく。戦時中の文脈が人々の観念の中から消えてしまうと、観客は反戦のメッセージを受け取るようになる。また藤田が『アッツ島玉砕』で描いたあからさまな凄惨画に意味を与えるのは、見られる際の時代であり、政治状況であることを示してもいる。

## 影響

### 影響を受けた作品

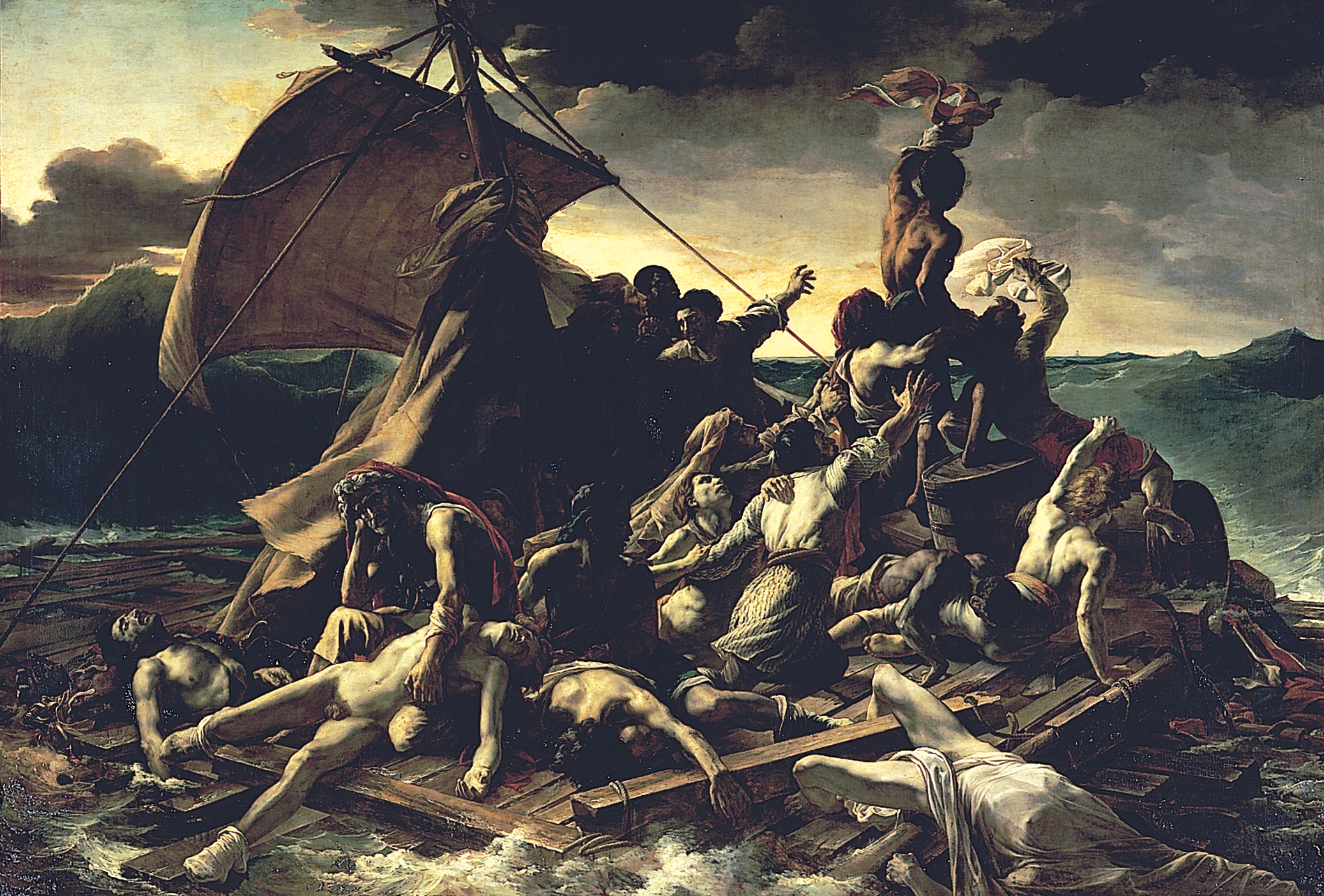
『アッツ島玉砕』に影響を与えた『メデューズ号の筏』

『アッツ島玉砕』はヨーロッパ絵画の古典とされる作品の影響を受けているとされる。作品としてはアントワーヌ＝ジャン・グロの『アイラウの戦いにおける、野戦場のナポレオン1世』や、テオドール・ジェリコーの『メデューズ号の筏』における折り重なるような死体の表現の影響が指摘されている。画家としての成功を収めたパリで、藤田はルーブル美術館などでそれらの絵画を目にしていたものと考えられる。

### 影響を与えた作品

#### 戦時中の影響
藤田の『アッツ島玉砕』は同時代の画家に多大な影響を与え、数多くの追随者を生んだ。『アッツ島玉砕』は第二次世界大戦後半期、戦争画のモデルとなったと言え、現存する『アッツ島玉砕』の影響を受けた作品としては、佐藤敬の『ニューギニア戦線 密林の死闘』、伊藤悌三の『玉城挺身斬込五勇士奮戦』、橋本八十二の『ニューギニア作戦』がある。当時「戦争画を描くと、その人の絵はフジタ風になる」とまで言われ、木村荘八は藤田は戦争画を領導しているとした上で、「フジタを旗手として洋画道のアカデミズムがついに成り立つ」と評価した。
藤田の戦争画に批判的な意見を述べた今泉篤男も、藤田によって戦争画の新たな領域が開拓され、戦争画の取材、描法を先導しているとした上で、当時の画壇から忘れかけられていた描出本能や能力を想起させ、その回復を信じさせたと評価している。藤田が当時の戦争画家に多大な影響を与えた原動力は、『アッツ島玉砕』に代表される作品レベルの高さは言うまでもなく、戦争画の制作に人並外れたエネルギーで臨む藤田の姿が、多くの画家たちに素朴かつ健康的な絵画制作を想起させ、創作欲を刺激したことが挙げられる。

#### 戦後の影響
藤田の戦争画の影響は、小松崎茂や成田亨に認められる、中でも成田は戦時中に見た『アッツ島玉砕』に衝撃を受け、その衝撃が円谷プロでのウルトラシリーズなどの戦闘シーン制作に繋がっていく。また椹木野衣は、『アッツ島玉砕』は現地取材を行わず想像で描いた空想上の戦争、虚構であり、具象であるのに現実味が欠如しているところが、小松崎茂の作風を先取りしていると評価している。また椹木は小松崎や成田に続いて、『宇宙戦艦ヤマト』『機動戦士ガンダム』などといった「戦争アニメ」に藤田の戦争画からの影響が引き継がれていると考察している。
前述のように『アッツ島玉砕』『サイパン島同胞臣節を全うす』に極端なパッションとモチーフの選び方が突出していると評価した会田誠は、1996年に『アッツ島玉砕』に触発された作品『大皇乃敝尓許曾死米（おおきみのへにこそしなめ）』を制作した。会田は何を描いているかよくわからない画面を『アッツ島玉砕』をイメージする中で作ったと述べている。そして2005年には「GUNDAM―来たるべき未来のために―」展で、『ザク（戦争画RETURNS番外編）』という、『アッツ島玉砕』をザクによる玉砕図に置き換えるという、いわば『機動戦士ガンダム』の文脈に読み替えた作品を発表する。椹木野衣は会田の『アッツ島玉砕』に触発された作品について、原画の「ぐちゃぐちゃした想念」の再構成を試み、更に「ぐちゃぐちゃ」を近代美術と戦後ポップカルチャーが循環する中で追求しようとしたものと評価している。